# Mistrzostwa Świata Juniorów w Łyżwiarstwie Szybkim 2012
41. Mistrzostwa świata juniorów w łyżwiarstwie szybkim 2012 – zawody sportowe, które odbyły się w dniach 2 - 4 marca w japońskim Obihiro.

## Tabela medalowa
| Lp. | Kraj             | Złoto | Srebro | Brąz | Razem |
| 1   | Norwegia         | 5     | 1      | 2    | 8     |
| 2   | Korea Południowa | 2     | 4      | 3    | 9     |
| 3   | Czechy           | 2     | 2      | 0    | 4     |
| 4   | Japonia          | 2     | 1      | 1    | 4     |
| 5   | Kanada           | 1     | 1      | 2    | 4     |
| 6   | Holandia         | 0     | 2      | 3    | 5     |
| 7   | Finlandia        | 0     | 1      | 0    | 1     |
| 8   | Rosja            | 0     | 0      | 1    | 1     |

## Medale
| Konkurencja | Złoto | Srebro                                                      | Brąz                                                                                  |
| Mężczyźni   | |                                                             |                                                                                       |
| 500 metrów  | Laurent Dubreuil                                                                                                  | Tsubasa Hasegawa                                            | Kim Woo-jin                                                                           |
| 1000 metrów | Håvard Holmefjord Lorentzen                                                                                       | Tommi Pulli                                                 | Laurent Dubreuil                                                                      |
| 1500 metrów | Sverre Lunde Pedersen                                                                                             | Thomas Krol                                                 | Håvard Holmefjord Lorentzen                                                           |
| 5000 metrów | Sverre Lunde Pedersen                                                                                             | Simen Spieler Nilsen                                        | Kim Cheol-min                                                                         |
| Wielobój    | Sverre Lunde Pedersen                                                                                             | Thomas Krol                                                 | Simen Spieler Nilsen                                                                  |
| Sztafeta    | Norwegia Kristian Reistad Fredriksen · Havard Holmefjord Lorentzen · Simen Spieler Nilsen · Sverre Lunde Pedersen | Korea Południowa Kim Cheol-min · Kim Jin-su · Lee Jin-yeong | Holandia Jorjan Joritsma · Thomas Krol · Kai Verbij                                   |
| Kobiety     | |                                                             |                                                                                       |
| 500 metrów  | Karolína Erbanová                                                                                                 | Kim Hyun-yung                                               | Miho Takagi                                                                           |
| 1000 metrów | Miho Takagi | Karolína Erbanová                                           | Kate Hanly                                                                            |
| 1500 metrów | Karolína Erbanová                                                                                                 | Kim Bo-reum                                                 | Pien Keulstra                                                                         |
| 3000 metrów | Park Do-yeong | Kim Bo-reum                                                 | Pien Keulstra                                                                         |
| Wielobój    | Miho Takagi | Karolína Erbanová                                           | Kim Bo-reum                                                                           |
| Sztafeta    | Korea Południowa Kim Bo-reum · Lim Jeong-soo · Park Do-yeong                                                      | Kanada Kate Hanly · Heather McLean · Josie Spence           | Rosja Anna Czernowa · Olesia Czerniega · Tatjana Uszakowa · Aleksandra Szczełkonogowa |